# Inline-Speedskating-Europameisterschaften 1996
Die Europameisterschaften wurden im französischen Saint-Brieuc (Bahn) und Lamballe (Straße) ausgetragen. Die Bahn-Wettkämpfe fanden vom 27. bis 30. Juli und die Straßen-Wettkämpfe vom 1. bis 4. August 1996 statt.

## Frauen
| Distanz                | Gold                                                     | Silber                                                   | Bronze                                              |
| Bahn                   | Bahn                                                     | Bahn                                                     | Bahn                                                |
| ---------------------- | -------------------------------------------------------- | -------------------------------------------------------- | --------------------------------------------------- |
| 300 m Einzelsprint     | Nicoletta Gallessi                                       | Sophie Deschamps                                         | Valentina Belloni                                   |
| 500 m Sprint           | Nicoletta Gallessi                                       | Valentina Belloni                                        | Sophie Deschamps                                    |
| 1500 m Sprint          | Sheila Herrero                                           | Nicoletta Gallessi                                       | Hilde Goovaerts                                     |
| 3000 m Massenstart     | Tina Bosica                                              | Simona Vesprini                                          | Nicoletta Gallessi                                  |
| 5000 m Punkte          | Tina Bosica                                              | Rosanna Saitta                                           | Sandrine Plu                                        |
| 10000 m Ausscheidung   | Rosanna Saitta                                           | Tina Bosica                                              | Caroline Jean                                       |
| 1500 m Teamverfolgung  | Frankreich Valerie Dieumegard Sandrine Plu Caroline Jean | Italien Nicoletta Gallessi Tina Bosica Rosanna Saitta    | Spanien Araceli Larrea Edurne Elcano Sheila Herrero |
| 5000 m Staffel         | Italien Nicoletta Gallessi Tina Bosica Michaela Manucci  | Frankreich Valerie Dieumegard Sandrine Plu Caroline Jean | Spanien Araceli Larrea Edurne Elcano Sheila Herrero |
| Straße                 |                                                          |                                                          |                                                     |
| 300 m Einzelsprint     | Valentina Belloni                                        | Sophie Deschamps                                         | Nicoletta Gallessi                                  |
| 500 m Sprint           | Nicoletta Gallessi                                       | Valentina Belloni                                        | Christina Sanfratello                               |
| 1500 m Sprint          | Nicoletta Gallessi                                       | Sandrine Plu                                             | Anne Titze                                          |
| 3000 m Massenstart     | Sheila Herrero                                           | Sandrine Plu                                             | Antonella Mauri                                     |
| 5000 m Punkte          | Antonella Mauri                                          | Rosanna Saitta                                           | Sandrine Plu                                        |
| 10000 m Ausscheidung   | Sheila Herrero                                           | Sandrine Plu                                             | Antonella Mauri                                     |
| Langstrecke            |                                                          |                                                          |                                                     |
| 21097,5 m Halbmarathon | Tina Bosica                                              | Rosanna Saitta                                           | Sandrine Plu                                        |

## Männer
| Distanz               | Gold                                                             | Silber                                                           | Bronze                                                     |
| Bahn                  | Bahn                                                             | Bahn                                                             | Bahn                                                       |
| --------------------- | ---------------------------------------------------------------- | ---------------------------------------------------------------- | ---------------------------------------------------------- |
| 300 m Einzelsprint    | Alessio Gaggioli                                                 | Pascal Briand                                                    | Johan Langenberg                                           |
| 500 m Sprint          | Alessio Gaggioli                                                 | Ippolito Sanfratello                                             | Fabio Marangoni                                            |
| 1500 m Sprint         | Ippolito Sanfratello                                             | Massimiliano Presti                                              | Pascal Briand                                              |
| 5000 m Massenstart    | Arnaud Gicquel                                                   | Alain Nègre                                                      | Fabio Marangoni                                            |
| 10000 m Punkte        | Arnaud Gicquel                                                   | Massimiliano Presti                                              | Carlos Lamberto                                            |
| 20000 m Ausscheidung  | Olivier Babonneau                                                | Alain Nègre                                                      | Arnaud Gicquel                                             |
| 1500 m Teamverfolgung | Italien Ippolito Sanfratello Fabio Marangoni Massimiliano Presti | Frankreich Pascal Briand Alain Nègre Arnaud Gicquel              | Deutschland Dirk Breder Ralf Göthling Christoph Zschätzsch |
| 10000 m Staffel       | Frankreich Pascal Briand Alain Nègre Arnaud Gicquel              | Deutschland Dirk Breder Benjamin Zschätzsch Christoph Zschätzsch | Spanien Pablo Ascunce Carlos Lamberto Ramses Reina         |
| Straße                |                                                                  |                                                                  |                                                            |
| 300 m Einzelsprint    | Ippolito Sanfratello                                             | Pascal Briand                                                    | Matteo Morello                                             |
| 500 m Sprint          | Ippolito Sanfratello                                             | Mauro Palomba                                                    | Franck Tarray                                              |
| 1500 m Sprint         | Marco Giannini                                                   | Massimiliano Presti                                              | Ippolito Sanfratello                                       |
| 5000 m Massenstart    | Arnaud Gicquel                                                   | Massimiliano Presti                                              | Alain Nègre                                                |
| 10000 m Punkte        | Arnaud Gicquel                                                   | Massimiliano Presti                                              | Alain Nègre                                                |
| 20000 m Ausscheidung  | Massimiliano Presti                                              | Marco Giannini                                                   | Fabio Marangoni                                            |
| Langstrecke           |                                                                  |                                                                  |                                                            |
| 42195 m Marathon      | Johan Langenberg                                                 | Massimiliano Presti                                              | Arnaud Gicquel                                             |